# ミライラジオ研究所
『ミライラジオ研究所』（みらいらじおけんきゅうじょ）は、NACK5で2022年3月17日に放送開始、2024年1月2日より毎週火曜日に放送されているラジオ番組。

## 概要
"様々なジャンルのゲスト、そしてリスナーと一緒に将来に向けたヒントを見つけていく研究所"というコンセプトで提供する番組。パーソナリティは研究所所長の瀬戸優樹と助手の大野ひろみ。
ゲストは経済界やエンタメ界から、瀬戸所長とつながりのある人物が招かれることが多い。また、放送終了後に大野助手のX（旧twitter）アカウントやTikTokアカウントでオフショット写真や動画が公開される。番組内容を音声認識し、スマートフォンで文字表示させる取り組みを行っていることが番組内でも度々紹介され、2023年11月12日に行われた公開収録の際に実際に披露された。他にも、AR、VR、自動翻訳、音声合成、NFT、VOCALOID、SoundUDなどの最新技術が紹介されている。
2024年1月改編で放送時間が毎週火曜25:45 - 26:00に変更された。同年5月14日から、スマートフォンででリアルタイムに文字化される実証サービスを開始。

## 出演者
- 瀬戸優樹 - パーソナリティ
- 大野ひろみ - パーソナリティ

### ゲスト
| 2022年（令和4年） | 2022年（令和4年）  | 2022年（令和4年）                                                         | 2022年（令和4年） | 2022年（令和4年） |
| 放送回            | 放送日             | ゲスト                                                                    | 備考              |                   |
| ----------------- | ------------------ | ------------------------------------------------------------------------- | ----------------- | ----------------- |
| 第1回             | 3月17日            | -                                                                         | 25時30分~26時     |                   |
| 第2回             | 3月31日            | -                                                                         | 25時30分~26時     |                   |
| 第3回             | 4月26日            | 嶋田真理（公益財団法人 東京オリンピック・パラリンピック競技大会組織委員） | 26時~26時30分     |                   |
| 第4回             | 6月4日             | 森川達也（radiko プロデューサー）                                         | 26時30分~27時     |                   |
| 第5~6回           | 7月7日、7月14日    | 大田安彦（株式会社USEN 副社長）                                           | レギュラー化初回  |                   |
| 第7~8回           | 7月21日、7月28日   | 高橋祐哉（大宮アルディージャ）                                            |                   |                   |
| 第9~10回          | 8月4日、8月11日    | 原田浩一（ミニストップ株式会社 職域マーケット部 部長）                    |                   |                   |
| 第11~12回         | 8月18日、8月25日   | 武井翔子（国土交通省 鉄道局鉄道サービス政策室）                           |                   |                   |
| 第13~14回         | 9月1日、9月8日     | 森口翔太（ヤマハ株式会社 クラウドビジネス推進部）                         |                   |                   |
| 第15~16回         | 9月15日、9月22日   | 河井恒（NICT ユニバーサルコミュニケーション研究所 室長）                  |                   |                   |
| 第17~18回         | 9月29日、10月6日   | 宇野祐輝（総務省 国際戦略局 研究推進室）                                  |                   |                   |
| 第19回            | 10月13日           | 岡田眞善（俳優、ラジオパーソナリティ、写真家）                            |                   |                   |
| 第20~21回         | 10月20日、10月27日 | 澤谷航（総務省 情報流通行政局 地上放送課）                                |                   |                   |
| 第22~23回         | 11月3日、11月10日  | 横山華菜実（西武鉄道株式会社 運輸部 お客さまサービス課）                  |                   |                   |
| 第24~25回         | 11月17日、11月24日 | 宮崎湧（俳優、モデル、ZOLA Project）                                      |                   |                   |
| 第26~27回         | 12月1日、12月8日   | 高木宏幸（株式会社レイド 代表取締役）                                     |                   |                   |
| 第28~29回         | 12月15日、12月22日 | 栗山研人（全日本空輸株式会社 オペレーションサポートセンター）             |                   |                   |
| 第30回            | 12月29日           | 年末SP                                                                    |                   |                   |

| 2023年（令和5年） | 2023年（令和5年）       | 2023年（令和5年）                                                       | 2023年（令和5年）                         | 2023年（令和5年） |
| 放送回            | 放送日                  | ゲスト                                                                  | 備考                                      |                   |
| ----------------- | ----------------------- | ----------------------------------------------------------------------- | ----------------------------------------- | ----------------- |
| 第31回            | 1月5日                  | 新春SP                                                                  |                                           |                   |
| 第32~33回         | 1月12日、1月19日        | 糸谷祥輝（凸版印刷株式会社 常務執行役員）                               |                                           |                   |
| 第34~36回         | 1月16日、2月2日、2月9日 | 大久保博（株式会社バンダイナムコ研究所 イノベーション戦略本部 本部長）  |                                           |                   |
| 第37~38回         | 2月16日、2月23日        | 小室喬志（Glossom株式会社 取締役）                                      |                                           |                   |
| 第39~40回         | 3月2日、3月9日          | 中野真（株式会社スクウェア・エニックス、元ニコニコ動画 運営長）         |                                           |                   |
| 第41~42回         | 3月16日、3月23日        | 生地俊祐（株式会社バンダイナムコピクチャーズ プロデューサー）           |                                           |                   |
| 第43~44回         | 3月30日、4月6日         | 村木益実（尚美学園大学 音楽応用学科 教授）                              |                                           |                   |
| 第45~46回         | 4月13日、4月20日        | 村上昇（株式会社インターネット 代表取締役）                             |                                           |                   |
| 第47~48回         | 4月27日、5月4日         | 高月俊（スタジオオンサイト株式会社 代表取締役）                         |                                           |                   |
| 第49~50回         | 5月11日、5月18日        | 水野亮太、鈴木拓也（株式会社テレビ東京 プロデューサー）                 |                                           |                   |
| 第51~52回         | 5月25日、6月1日         | あらい太朗（イラストレーター、漫画家、ラジオパーソナリティ）            |                                           |                   |
| 第53~54回         | 6月8日、6月15日         | 大島久之介（DAZN Japan Investment合同会社 バイスプレジデント）          |                                           |                   |
| 第55~56回         | 6月22日、6月29日        | 西村彩（株式会社エーアイ 執行役員）、栗田圭奈（株式会社エーアイ）       |                                           |                   |
| 第57~58回         | 7月6日、7月13日         | 鈴木貴歩（ParadeAll株式会社 代表取締役）                                |                                           |                   |
| 第59~60回         | 7月20日、7月27日        | 高橋実、カイトンマウイ（ZOLA Project）                                  |                                           |                   |
| 第61~62回         | 8月3日、8月10日         | 堤晃（カルチュア・コンビニエンス・クラブ株式会社 代官山蔦屋書店 店長）  |                                           |                   |
| 第63~64回         | 8月3日、8月10日         | 松岡けい（公益社団法人日本女子プロサッカーリーグ 理事）                 |                                           |                   |
| 第65~66回         | 8月31日、9月7日         | 漆原貴之（株式会社バンピーファクトリー 代表取締役）、かごめP（ボカロP） |                                           |                   |
| 第67~68回         | 9月14日、9月21日        | 矢島進二（公益財団法人日本デザイン振興会 常務理事）                     |                                           |                   |
| 第69~70回         | 9月28日、10月5日        | 岡本健吾（川崎フロンターレ）                                            |                                           |                   |
| 第71~72回         | 10月12日、10月19日      | BAKU（株式会社ゐきかた）、鴉紋ゆうく（VTuber）、玉木千尋（作曲家）      |                                           |                   |
| 第73~74回         | 10月26日、11月2日       | 福原慶匡（株式会社つばさエンタテインメント 取締役）                     |                                           |                   |
| 第75~76回         | 11月9日、11月16日       | 川村岬（株式会社ねこじゃらし 代表取締役）                               |                                           |                   |
| 第77~78回         | 11月23日、11月30日      | 高橋実、カイトンマウイ（ZOLA Project）                                  | 11/12「かわごえ産業フェスタ」にて公開録音 |                   |
| 第79~80回         | 12月7日、12月14日       | 小菅裕太（東海旅客鉄道株式会社 新幹線鉄道事業本部）                     |                                           |                   |
| 第81回            | 12月21日                | 村田綾（女優、司会者）、ひろみんパパ、ひろみんママ                      |                                           |                   |
| 第82回            | 12月28日                | 年末SP                                                                  |                                           |                   |

| 2024年（令和6年） | 2024年（令和6年）   | 2024年（令和6年）                                                          | 2024年（令和6年）              | 2024年（令和6年） |
| 放送回            | 放送日              | ゲスト                                                                     | 備考                           |                   |
| ----------------- | ------------------- | -------------------------------------------------------------------------- | ------------------------------ | ----------------- |
| 第83~84回         | 1月2日、1月9日      | Ikoman（音楽プロデューサー）                                               | 毎週火曜25時45分～番組枠が変更 |                   |
| 第85~86回         | 1月16日、1月23日    | 三重の人                                                                   |                                |                   |
| 第87~88回         | 1月30日、2月6日     | 簗瀬洋平（ユニティ・テクノロジーズ・ジャパン株式会社）                     |                                |                   |
| 第89~90回         | 2月13日、2月20日    | 西依純平（CANDY HOUSE JAPAN株式会社 店舗運営責任者）                       |                                |                   |
| 第91~92回         | 2月27日、3月5日     | 須田裕之（筑波技術大学 名誉教授）                                          |                                |                   |
| 第93~94回         | 3月12日、3月19日    | 北澤伸二（株式会社USEN-NEXT HOLDINGS グループアライアンス推進統括部 所長） |                                |                   |
| 第95~96回         | 3月26日、4月2日     | 剣持秀紀（ヤマハ株式会社）                                                 |                                |                   |
| 第97~98回         | 4月9日、4月16日     | 西村純一（伊勢市観光協会 専務理事）                                        | 出張ロケ                       |                   |
| 第99~101回        | 4月23、30日、5月7日 | 斉藤やす（伊勢忍者キングダム 広報奉行所）                                  | 出張ロケ、100回記念特番        |                   |
| 第102回           | 5月14日             | 森口翔太（ヤマハ株式会社）                                                 | 文字化実証サービス開始         |                   |
| 第103~105回       | 5月21、28日、6月4日 | 上坂良平（公益社団法人2025年日本国際博覧会協会 来場者サービス課）          |                                |                   |
| 第106回           | 6月11日             | カイトンマウイ（ZOLA Project）                                             |                                |                   |
| 第107回           | 6月18日             | 高橋実（ZOLA Project）                                                     |                                |                   |
| 第108回           | 6月25日             | 宮崎湧（ZOLA Project）                                                     |                                |                   |
| 第109回           | 7月2日              | 輿石美和（総務省 情報流通振興課 情報活用支援室）                           |                                |                   |
| 第110回           | 7月9日              | オワタP（ボカロP）                                                         |                                |                   |
| 第111回           | 7月16日             | うたたP（ボカロP）                                                         |                                |                   |
| 第112回           | 7月23日             | 銀河方面P（ボカロP）                                                       |                                |                   |
| 第113回           | 7月30日             | EHAMIC（ボカロP）                                                          |                                |                   |
| 第114回           | 8月6日              | 村上昇（株式会社インターネット）、栗田ケイナ（株式会社エーアイ）           |                                |                   |
| 第115回           | 8月13日             | 雪月（ボカロP）                                                            |                                |                   |
| 第116回           | 8月20日             | 卓球少年（ボカロP）                                                        |                                |                   |

なお、過去のゲストは番組TikTokでも紹介されている。